# Onze-Lieve-Vrouw-van-Lourdesbasiliek
De Onze-Lieve-Vrouw-van-Lourdeskerk is een kerk in de Belgische gemeente Edegem. Ze werd in 2008 tot basiliek verheven, hoewel de plaatselijke bevolking haar al sinds de oprichting in 1933 met die term aanduidde.

## Geschiedenis
In 1884 liet Peter-Jan van Aelst een Lourdesgrot bouwen op zijn eigen terrein. Na aanvankelijk scepticisme kreeg dit initiatief steun van de kerkelijke overheid, en de grot werd een populair bedevaartsoord. De opening van een spoorwegstopplaats in Edegem op 26 april 1885 vergrootte de bereikbaarheid.
De Onze-Lieve-Vrouwekerk kwam tegemoet enerzijds aan de groei van de centrale dorpsparochie van Edegem die te groot werd voor de historische Sint-Antoniuskerk, anderzijds aan de noden van de bedevaarders. In 1929 werd de bouw naar een ontwerp van architect Louis De Vooght goedgekeurd (het andere, aanvankelijke plan uit 1927 was afgewezen). Kardinaal Van Roey legde de eerste steen op 8 september 1931 en wijdde de kerk in op 1 mei 1933. In de katholieke traditie is 8 september de hoogdag van Maria Geboorte, terwijl de maand mei is toegewijd aan Maria. De afwerking en versiering van het interieur duurde tot in het begin van de Tweede Wereldoorlog.
Begin december 2008 erkende paus Benedictus XVI de kerk officieel als basilica minor.

## Bouwstijl en beeldende kunst
De basiliek is in neo-Byzantijnse stijl gebouwd, met koepel en (bijna) losstaande klokkentoren van 51 meter hoog (53,5 meter met kruis). De glasramen zijn van de hand van Paul Wante, Marc de Groot en Jan Huet. Paul Wante voerde ook de muur- en plafondschilderingen uit. Hij moest zijn ontwerp aanpassen na een dispuut met het ministerie van Justitie (in België bevoegd voor de eredienst) en de Koninklijke Commissie voor Monumenten en Landschappen. De kruisweg in gedreven koper is van het atelier van de Abdij van Maredsous. De preekstoel werd gebouwd door de gebroeders Frans en Alfons De Roeck naar een ontwerp van kanunnik Lemaire.

## Muziek
In de kerk bevindt zich een orgel van ca. 1600 pijpen, twee klavieren en een dertigtal registers. Dit orgel heeft geen echte orgelkast en staat in open opstelling. Hierdoor komen de glasramen achter het orgel mooi tot hun recht. Het instrument werd gewijd op 11 november 1936 en is van de hand van de Nederlander Anton Pels uit Alkmaar. In 1992 vond een grote renovatie plaats en werd het orgel opnieuw in gebruik genomen door Herman Verschraegen, de toenmalige directeur van de Muziekacademie van Wilrijk-Edegem.
In 1940 richtte onderpastoor E.H. Richard De Rop een knapenkoor op. Hij werd na de oorlog als dirigent opgevolgd door onderpastoor E.H. Jos Bervoets, en in 1956 door E.H. René Dockx. Vanaf 1960 ondervond E.H. Paul Jacobs moeilijkheden met het rekruteren van nieuwe stemmen. In 1966 fuseerde het koor met het schoolkoor De Klaroentjes. Thans (2009) opereert deze groep onder de naam Basilicakoor. Oprichter Laurent Peeters droeg in 2009 de leiding over aan Michiel Delanghe.
In 1946 nam het NIR een plaat op met uitvoeringen van het Edegemse knapenkoor.